# Laboratorieskola
Laboratorieskola är ett pedagogiskt koncept som skapades vid sekelskiftet 1900 som The Laboratory school vid University of Chicago av professor John Dewey och Alice Chipman Dewey. 
Laboratorieskolan inspirerade under 1900-talet forskare, skolpolitiker och kulturpersoner till exempel Ellen Key med boken Barnets århundrade (1900) och Elsa Köhler med sin Aktivitetspedagogik (1936). Det pedagogiska konceptet påverkade en rad progressiva / reformpedagogiska skolmodeller även i Europa. John Deweys efterlämnade filosofiska verk har bidragit till att bibehålla den grundläggande idén.  
I Sverige var lärarna Elsa Skäringer-Larsson och Ester Hermansson pionjärer med sina respektive verk Demokratisk fostran i U.S.A. och Aktivitetspedagogik. 